# Disphragis viror
Disphragis viror är en fjärilsart som beskrevs av Paul Dognin 1923. Disphragis viror ingår i släktet Disphragis och familjen tandspinnare. Inga underarter finns listade i Catalogue of Life.